# 光彩胡同
39°54′07″N 116°21′58″E / 39.9020738°N 116.366088°E
光彩胡同，是位于北京市西城区中部的一条胡同。

## 简介
光彩胡同为东西曲折走向，东到承恩胡同，西到东智义胡同，北有一条支巷通往永宁胡同。全长277.5米，平均宽5米。明朝为王恭厂（铸锅厂）地界，明朝天启年间因发生王恭厂大爆炸而毁灭。清朝形成胡同，因为胡同内有寿材铺，乃称“棺材胡同”。后来谐音称“光彩胡同”。1965年北京市整顿地名，将前王公厂并入。